# Nordborgs kommun
Nordborgs kommun (danska: Nordborg Kommune) var en kommun i dåvarande Sønderjyllands amt i sydvästra Danmark. Kommunen omfattade den nordvästra delen av ön Als och hade 13 956 invånare (2005). Tätorten Nordborg utgjorde kommunens centralort.
Den 1 januari 2007, som en del av kommunreformen 2007, gick Nordborgs kommun, tillsammans med kommunerna Augustenborg, Broager, Gråsten, Sundeved och Sydals, upp i Sønderborgs kommun.

## Socknar
Inom Danska folkkyrkan var dåvarande Nordborgs kommun indelad i fem socknar:
- Egens socken
- Havnbjergs socken
- Nordborgs socken
- Oksbøls socken
- Svenstrups socken

Socknarna ingår i Sønderborgs prosteri i Haderslevs stift.

## Borgmästare
- Jens Christian Jensen, 1 april 1970–1988[3]
- Jens Møller Madsen, 1988–1997[3]
- Jan Prokopek Jensen, 1997–31 december 2006[3]

Denna lista hämtas från Wikidata. Informationen kan ändras där.